# 원흥 (동오)
원흥(元興)은 중국 손오(孫吳) 말제(末帝)의 첫 번째 연호이다. 264년 7월에서 265년 3월까지 9개월 동안 사용하였다.
같은 시기에 사용된 다른 연호로는 조위(曹魏)에서 사용한 함희(咸熙 : 264년 ~ 265년)가 있다.

## 연대대조표
| 원흥                | 원년            | 2년        |
| 서력                | 264년           | 265년      |
| 육십간지 (六十干支) | 갑신(甲申)      | 을유(乙酉) |
| 조위 (曹魏)         | 함희(咸熙) 원년 | 2년        |

## 같이 보기
- 다른 왕조의 같은 연호
  - 후한(後漢) 원흥(105년)
  - 동진(東晉) 원흥(402년 ~ 404년)

- 중국의 연호

| 이전 연호 영안(永安) | 중국의 연호 손오(孫吳) | 다음 연호 감로(甘露) |